# Wieczfnia Kościelna
Wieczfnia Kościelna is een dorp in het Poolse woiwodschap Mazovië, in het district Mławski. De plaats maakt deel uit van de gemeente Wieczfnia Kościelna.